# San Antonio Thunder
San Antonio Thunder – amerykański klub piłkarski z San Antonio, w stanie Teksas. Drużyna występowała w lidze NASL, a jego domowymi obiektami były North East Stadium (1975) i Alamo Stadium (1976). Zespół istniał w latach 1975–1976.

## Historia
Klub został założony w 1975 roku w San Antonio i przez dwa sezony występował w lidze NASL i ani razu nie zakwalifikował się do fazy play-off. Po zakończeniu sezonu 1976 klub został przeniesiony do Honolulu na Hawaje i występował w sezonie 1977 pod nazwą Team Hawaii, a w latach 1978–1984 funkcjonował w Filadelfii i występował pod nazwą Tulsa Roughnecks.

## Sezon po sezonie
| Sezon | Liga | Z  | P  | Pkt | Sezon                                                 | Playoff                | Śr. frekwencja |
| ----- | ---- | -- | -- | --- | ----------------------------------------------------- | ---------------------- | -------------- |
| 1975  | NASL | 6  | 16 | 59  | 5.miejsce, Dywizja Centralna                          | Nie zakwalifikował się | 4,412          |
| 1976  | NASL | 12 | 12 | 107 | 4.miejsce, Konferencja Południowa, Dywizja Pacyficzna | Nie zakwalifikował się | 4,794          |

## Piłkarze
- Bob McNab (1976)
- Bobby Moore (1976)
- Tommy Callaghan (1976)
- Bobby Clark (1976)
- Derek Currie (1976)
- Jim Forrest (1975–1976)
- Jim Henry (1976)
- Harry Hood (1976)
- Neil Martin (1976)
- Billy Semple (1976)
- Eddie Thomson (1976)

## Trenerzy
- 1975:  Alex Perolli
- 1975–1976:  Don Batie[2]